# Manases
Manases (hebrejsky מְנַשֶּׁה, Menaše‎), do češtiny přepisováno též jako Manase či Manasses, je jméno prvorozeného Josefova syna, kterého mu porodila jeho manželka Asenat, dcera Potífery, kněze z egyptského Ónu. Jméno se vykládá jako „Působící zapomenutí“. Jménem tohoto syna byl též nazýván jeden z izraelských kmenů. Příslušníci tohoto kmene jsou označováni jako Manasesovci.
Podle některých židovských vykladačů Bible Josefův syn Manases, na rozdíl od svého bratra Efrajima, který věnoval podstatnou část života studiu Tóry, reprezentoval „asimilovaný židovský úspěch v galutu“, neboť se angažoval v diplomacii na faraónově dvoře. Podle midraše působil Manases na počátku své profesní kariéry u svého otce jako tlumočník a správce domu. Patriarcha Jákob však v této kariéře svého vnuka neviděl až takovou přednost. Když udílel požehnání Josefovým synům a povýšil jejich status na status vlastních synů, upřednostnil oproti zvyklostem druhorozeného Efrajima před prvorozeným Manasesem.

## Další osoby téhož jména vTanachu
- jeden z králů Judského království, syn a následník krále Chizkijáše;[14]
- dva navrátilci z babylónského exilu, synové kněží, kteří v době Ezdráše zapudili své pohanské manželky.[15][16]